# .bm
Pour les articles homonymes, voir BM.
.bm est le domaine de premier niveau national (country code top level domain : ccTLD) réservé aux Bermudes (Royaume-Uni).